# Comisario europeo de Competencia
El comisario de Competencia es el miembro de la Comisión Europea que está encargado de velar  por la libre competencia económica y empresarial en el Mercado Único, a través de la vigilancia en el riguroso cumplimiento por los agentes económicos de las normas que la regulan, y también por medio de la función sancionadora, si es preciso. Para todo ello se sirve de los servicios de la Dirección General de Competencia.
La UE opera una política de competencia destinada a garantizar una sana competencia económica y empresarial en el mercado único. La Comisión como regulador de la competencia en dicho mercado, es responsable de aprobar fusiones, desmontar carteles y busca la liberalización económica y la prevención de las ayudas estatales.
El Comisario de Competencia ocupa una de las posiciones más poderosas de la Comisión, que destaca por la capacidad de afectar los intereses comerciales de las corporaciones transnacionales. Por ejemplo, en 2001 la Comisión por primera vez impidió un fusión entre dos empresas con sede en los Estados Unidos (GE y Honeywell), que ya había sido aprobado por la autoridad nacional. Otro caso de alto perfil dio lugar a que la Comisión multara a Microsoft en más de € 777 millones tras nueve años de acción legal.
La actual Comisaria de Competencia en la Comisión Von der Leyen es la liberal danesa Margrethe Vestager, que sustituyó al español Joaquín Almunia en 2014.

## Lista de Comisarios
| Comisión                 | Inicio                   | Finalización       | Nombre        | País     | Partido |
| Hallstein I              |                          |                    |               |          |         |
| ------------------------ | ------------------------ | ------------------ | ------------- | -------- | ------- |
| Hallstein I              | 7 de enero de 1958       | 9 de enero de 1962 | Hans Groeben  | Alemania | cap     |
| Hallstein II             |                          |                    |               |          |         |
| 10 de enero de 1962      | 30 de junio de 1967      | Hans Groeben       | Alemania      | cap      |         |
| Rey                      |                          |                    |               |          |         |
| 2 de julio de 1967       | 30 de junio de 1970      | Maan Sassen        | Países Bajos  | KVP      |         |
| Malfatti                 |                          |                    |               |          |         |
| 1 de julio de 1970       | 21 de marzo de 1972      | Albert Borschette  | Luxemburgo    | ind.     |         |
| Mansholt                 |                          |                    |               |          |         |
| 22 de marzo de 1972      | 5 de enero de 1973       | Albert Borschette  | Luxemburgo    | ind.     |         |
| Ortoli                   |                          |                    |               |          |         |
| 6 de enero de 1973       | 5 de enero de 1977       | Albert Borschette  | Luxemburgo    | ind.     |         |
| Jenkins                  |                          |                    |               |          |         |
| 6 de enero de 1977       | 5 de enero de 1981       | Raymond Vouel      | Luxemburgo    | LSA      |         |
| Thorn                    |                          |                    |               |          |         |
| 6 de enero de 1981       | 5 de enero de 1985       | Frans Andriessen   | Países Bajos  | CDA      |         |
| Delors I                 |                          |                    |               |          |         |
| 6 de enero de 1985       | 5 de enero de 1989       | Peter Sutherland   | Irlanda       | FG       |         |
| Delors II                |                          |                    |               |          |         |
| 6 de enero de 1989       | 5 de enero de 1993       | Leon Brittan       | Reino Unido   | Conserv. |         |
| Delors III               |                          |                    |               |          |         |
| 6 de enero de 1993       | 22 de enero de 1995      | Karel Van Miert    | Bélgica       | SP       |         |
| Santer                   |                          |                    |               |          |         |
| 23 de enero de 1995      | 15 de marzo de 1999      | Karel Van Miert    | Bélgica       | SP       |         |
| Marín                    |                          |                    |               |          |         |
| 16 de marzo de 1999      | 15 de septiembre de 1999 | Karel Van Miert    | Bélgica       | SP       |         |
| Prodi                    |                          |                    |               |          |         |
| 16 de septiembre de 1999 | 21 de noviembre de 2004  | Mario Monti        | Italia        | ind.     |         |
| Barroso                  |                          |                    |               |          |         |
| 22 de noviembre de 2004  | 26 de noviembre de 2009  | Neelie Kroes       | Países Bajos  | VVD      |         |
| Barroso II               |                          |                    |               |          |         |
| 27 de noviembre de 2009  | 31 de octubre de 2014    | Joaquín Almunia    | España        | PSOE     |         |
| Juncker                  |                          |                    |               |          |         |
| 1 de noviembre de 2014   | 30 de noviembre de 2019  | Margrethe Vestager | Dinamarca     | RB       |         |
| Von der Leyen I          |                          |                    |               |          |         |
| 1 de diciembre de 2019   | Actualidad               | Margrethe Vestager | Dinamarca     | RB       |         |
| Von der Leyen II         | 1 de diciembre de 2024   | Actualidad         | Teresa Ribera | España   | PSOE    |